# Montevarchi Calcio Aquila 1902 1992-1993
Questa voce raccoglie le informazioni riguardanti il Montevarchi Calcio Aquila 1902 nelle competizioni ufficiali della stagione 1992-1993.

## Rosa
| N. |                   | Ruolo | Calciatore       |
| -- | ----------------- | ----- | ---------------- |
|    | Italia (bandiera) | A     | Antonio Arcadio  |
|    | Italia (bandiera) | A     | David Baglioni   |
|    | Italia (bandiera) | D     | Valerio Barsotti |
|    | Italia (bandiera) | D     | Alberto Boggio   |
|    | Italia (bandiera) | P     | Andrea Ceccotti  |
|    | Italia (bandiera) | C     | Maurizio Cerasa  |
|    | Italia (bandiera) | C     | Alessio Di Mella |
|    | Italia (bandiera) | A     | Davide Di Nicola |
|    | Italia (bandiera) | C     | Andrea Ferrari   |
|    | Italia (bandiera) | D     | Matteo Matteazzi |

| N. |                   | Ruolo | Calciatore          |
| -- | ----------------- | ----- | ------------------- |
|    | Italia (bandiera) | C     | Carlo Milazzo       |
|    | Italia (bandiera) | D     | Alberto Morbidelli  |
|    | Italia (bandiera) | C     | Paolo Ponzo         |
|    | Italia (bandiera) | D     | Alessandro Pozzi    |
|    | Italia (bandiera) | C     | Federico Rossi      |
|    | Italia (bandiera) | D     | Giuseppe Scattini   |
|    | Italia (bandiera) | D     | Marco Sereni        |
|    | Italia (bandiera) | A     | Giuseppe Signorotti |
|    | Italia (bandiera) | A     | Luca Torresani      |
|    | Italia (bandiera) | C     | Massimiliano Vitali |